# Carlos Zara
Carlos Zara, nome d'arte di Antonio Carlos Zarattini (Campinas, 14 febbraio 1930 – San Paolo, 11 dicembre 2002), è stato un attore brasiliano.

## Biografia
Era fratello del politico Ricardo Zarattini.
Entrato in un gruppo teatrale negli anni in cui studiava ingegneria a San Paolo, Carlos Zara optò definitivamente per un futuro artistico dopo il conseguimento della laurea, con l'appoggio dei genitori, Ricardo e Anita, entrambi nati da coppie di immigrati italiani.
Nel 1956, subito dopo aver preso parte al suo primo spettacolo teatrale, ebbe una parte in un film. Fu quindi notato dai dirigenti di Rede Record, che lo fecero apparire in alcuni programmi. Nel 1959 passò a TV Tupi, per poi lavorare, già l'anno dopo, nuovamente con la Record: fu allora che venne ingaggiato per la prima volta in una telenovela. Nel 1963 firmò un contratto con Rede Excelsior, e per qualche anno lavorò nelle serie prodotte da questa emittente: poi fu la volta delle telenovele di Rede Globo, quelle con cui riscosse i maggiori successi. Occasionalmente tornò a recitare per Tv Tupi. Interpretò spesso personaggi negativi (Cesar in Pai Heroi) o ambigui (Caio in Destini).  Negli anni 80 fu nel cast di Adamo contro Eva (1983). Nel 1990 ebbe un ruolo importante in Luna piena d'amore (Lua Cheia de Amor). Pur apparendo sempre più spesso sul piccolo schermo, Carlos Zara ebbe anche modo di portare avanti la carriera cinematografica e quella teatrale.
Morì nel 2002, per le complicazioni di un tumore all'esofago, contro il quale lottava da un anno. 

## Vita personale
Fu il secondo marito di Eva Wilma, con la quale rimase sposato fino alla morte. Da un suo precedente matrimonio gli era nato un figlio, Carlos Eduardo.

## Curiosità
- Da ragazzo era considerato un virtuoso del pianoforte.